# Foro de los Venecianos
El Foro de los Venecianos (Forum dei Veneti) (FdV) fue partido político italiano autonomista
Fue fundado en noviembre de 2008 por Diego Cancian, miembro del Consejo Regional de Véneto por Proyecto Nordeste. Cancian decidió dejar ese partido al no estar de acuerdo con su línea política tras la muerte de Giorgio Panto.
En mayo de 2009 se unió al Movimiento por las Autonomías, mientras que en 2010 se presentó sin éxito para la reelección al Consejo Regional en las listas de El Pueblo de la Libertad.
- Datos: Q2371206